# Волін (місто)
Волін (пол. Wolin, нім. Wollin) або Во́линь (пол. Wołyń) — місто на острові Волін у Каменському повіті Західнопоморського воєводства в північно-західній Польщі.
На 31 березня 2014 року, у місті було 5 001 жителів.
Щорічно тут відбувається фестиваль слов’ян та варягів.

## Демографія
Демографічна структура станом на 31 березня 2011 року:
|          | Загалом | Допрацездатний вік | Працездатний вік | Постпрацездатний вік |
| -------- | ------- | ------------------ | ---------------- | -------------------- |
| Чоловіки | 2434    | 434                | 1840             | 160                  |
| Жінки    | 2580    | 436                | 1620             | 524                  |
| Разом    | 5014    | 870                | 3460             | 684                  |